# Magnús Magnússon (journaliste)
Pour les articles homonymes, voir Magnusson.
Cet article concerne le journaliste islandais. Pour le noble écossais, voir Magnus Magnusson (comte).
Magnús Magnússon (12 octobre 1929 – 7 janvier 2007) est un présentateur de télévision, journaliste, traducteur et écrivain.

## Biographie
Né en Islande, il vit en Écosse quasiment toute sa vie, bien qu'il n'ait jamais adopté la nationalité britannique.